# Муніципальний театр Сан-Паулу
Муніципальний театр Сан-Паулу (порт. Theatro Municipal de São Paulo) — один з найвідоміших театрів Південної Америки та одна з визначних пам'яток міста Сан-Паулу. Театр відомий як за архітектуру своєї будівлі, та і за історичну цінність, тут проводився Тиждень сучасного мистецтва в 1922 році, що змінив погляд на мистецтво Бразилії. Будівля є домом для Муніципального оркестру Сан-Паулу, Ліричного хору (Coral Lírico) і Балету міста Сан-Паулу.